# Moremi
Moremi is een dorp in het district Central in Botswana. De plaats telt 597 inwoners (2011).